# Pernille Mathiesen
Pernille Mathiesen (* 5. Oktober 1997 in Holstebro) ist eine ehemalige dänische Radrennfahrerin.

## Sportliche Laufbahn
2013 belegte Pernille Mathiesen bei der dänischen Straßenmeisterschaft der Elite im Alter von 15 Jahren Rang fünf. Im Jahr darauf wurde sie in Ponferrada Vize-Weltmeisterin der Juniorinnen im Einzelzeitfahren und errang Bronze in derselben Disziplin bei den Olympischen Jugend-Sommerspielen. 2015 wurde sie dänische Junioren-Meisterin im Einzelzeitfahren.
2016 erhielt Mathiesen ihren ersten Vertrag beim dänischen UCI Women’s Team BNS BIRN. Im selben Jahr gewann sie eine Etappe des tschechischen Radrennens Gracia Orlová. 2017 wurde sie in Kopenhagen zweifache U23-Europameisterin in Einzelzeitfahren und Straßenrennen. Bei der dänischen Zeitfahrmeisterschaft der Elite belegte sie Platz zwei.

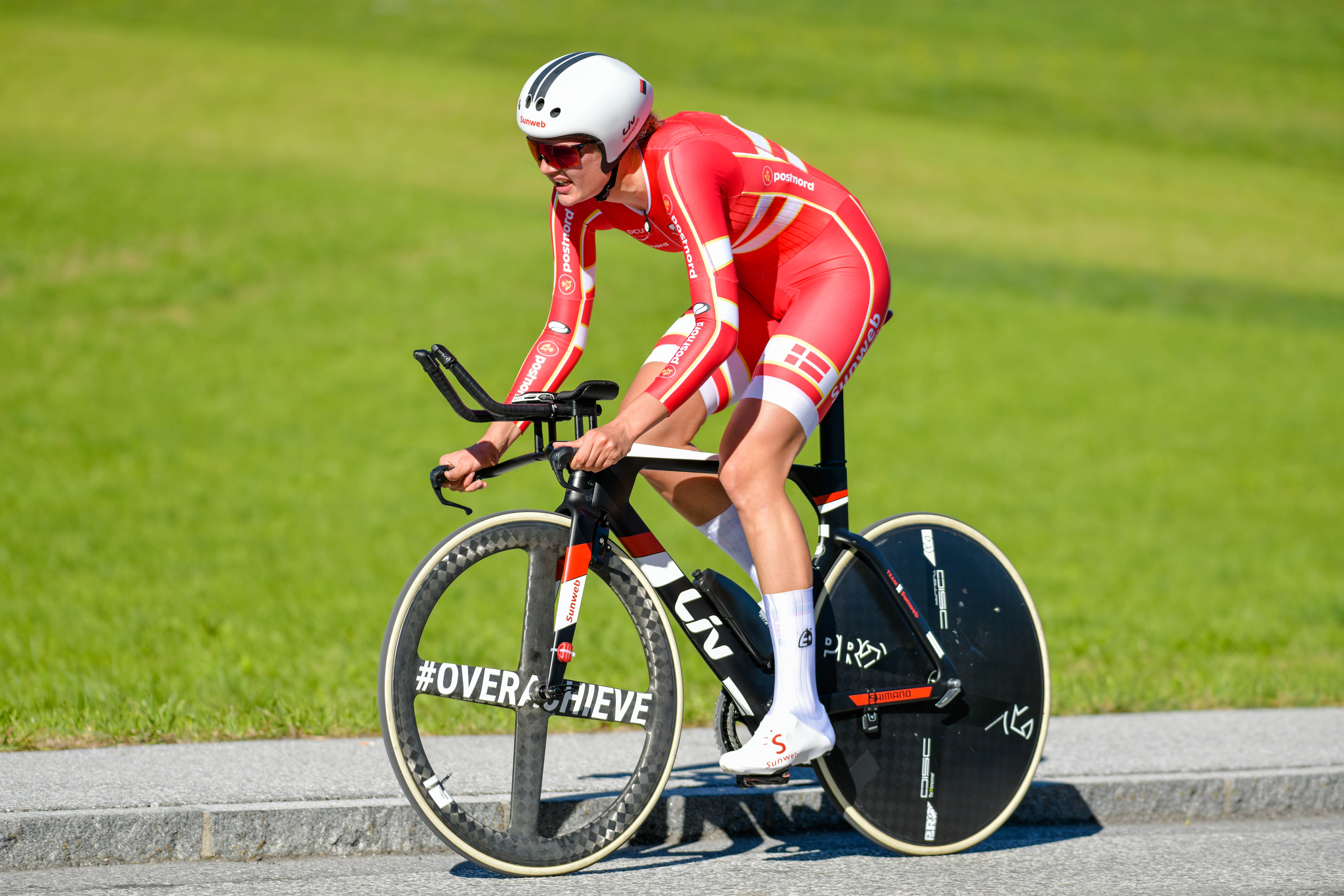
Mathiesen im Zeitfahren bei den UCI-Straßen-Weltmeisterschaften 2018

2018 wechselte sie zur niederländischen Mannschaft Team Sunweb. Bei den dänischen Meisterschaften wurde sie zum wiederholten Male Zweite im Zeitfahren und Vierte im Straßenrennen. Mathiesen wurde Fünfte im Einzelzeitfahren der Europameisterschaften und gewann bei den Weltmeisterschaften Bronze im Mannschaftszeitfahren und Zwölfte im Einzelzeitfahren der Elite.
Ende 2022 beendete Pernille Mathiesen ihre Radsportlaufbahn, da es ihr körperlich wie seelisch nicht gut gehe. So habe sie mit Essstörungen zu kämpfen.

## Erfolge
2014
- Junioren-Weltmeisterschaft – Einzelzeitfahren

2015
- Dänische Junioren-Meisterin – Einzelzeitfahren

2016
- eine Etappe Gracia Orlová

2017
- U23-Europameisterin – Straßenrennen, Einzelzeitfahren

2018
- Mannschaftszeitfahren La Madrid Challenge by La Vuelta
- Weltmeisterschaft – Mannschaftszeitfahren

2019
- Nachwuchswertung Internationale Thüringen-Rundfahrt der Frauen
- Nachwuchswertung Madrid Challenge by La Vuelta